# Ласо-и-Ласо, Салвадор
Салвадор Ласо-и-Ласо (Salvador Lazo y Lazo, 1.05.1918 г., Филиппины — 11.04.2000 г., Манила, Филиппины) — католический прелат, епископ Сан-Фернандо с 20 января 1981 года по 28 мая 1993 год.

## Биография
Салвадор Ласо-и-Ласо родился 1 мая 1918 года на Филиппнах. 22 марта 1947 года был рукоположён в священника. Несколько лет был ректором семинарии архиепархии Тугегарао.
1 декабря 1969 года Римский папа Павел VI назначил Салвадора Ласо-и-Ласо вспомогательным епископом архиепархии Тугегарао и титулярным епископом Сели. 3 февраля 1970 года состоялось рукоположение Салвадора Ласо-и-Ласо в епископа, которое совершил апостольский нунций на Филиппинах архиепископ Кармине Рокко в сослужении с архиепископом Новой Сеговии Хуаном Сисоном и архиепископом Тугегарао Теодульфо Сабугалом Доминго.
3 августа 1977 года Салвадор Ласо-и-Ласо был назначен вспомогательным епископом архиепархии Новой Сеговии. С 1980 года был апостольским администратором епархии Сан-Фернандо.
1 декабря 1981 года Римский папа Иоанн Павел II назначил Салвадора Ласо-и-Ласо епископом Сан-Фернандо.
28 мая 1993 года Салвадор Ласо-и-Ласо подал в отставку. Вскоре после отставки стал вступил в контакт с лефевристами. В 1995 году вступил в Священническое братство святого Пия X.
24 мая 1998 года публично прервал отношения со Святым Престолом, опубликовав открытое письмо к Римскому папе Иоанну Павлу II, в котором выразил своё критическое отношение к Римско-католической церкви.
Скончался 11 апреля 2000 года в Маниле. Отпевание совершил епископ Бернар Фелле.